# Marcel Bohnert
Marcel Bohnert (* 1979 in Schwerin) ist ein deutscher Soldat und Autor. Er ist Oberstleutnant i. G. des Heeres der Bundeswehr und einer von zwei stellvertretenden Vorsitzenden des Deutschen Bundeswehrverbandes.

## Leben

### Militärischer Werdegang
Nach dem Abitur 1997 trat Bohnert als Unteroffizieranwärter in das Heer der Bundeswehr ein. 2002 wechselte er in die Laufbahn der Offiziere des Truppendienstes und durchlief die Ausbildung zum Offizier der Panzergrenadiertruppe.
Auslandseinsätze führten Bohnert im Rahmen von Task Forces als Gruppenführer in den Kosovo (1999/2000) und als Kompaniechef einer Infanteriekompanie nach Afghanistan (2011/2012). In Kundus war er sechs Monate lang für die Sicherheit im Distrikt Char Darah verantwortlich. Dabei verantwortete er unter anderem die sogenannte Operation Tür, bei der die Türen des während des Karfreitagsgefechtes zerstörten Gefechtsfahrzeuges ATF Dingo geborgen wurden.
Von 2004 bis 2008 studierte Bohnert an der Helmut-Schmidt-Universität/Universität der Bundeswehr Hamburg das Studienfach Pädagogik und absolvierte ein Auslandstrimester an der Central Connecticut State University in den Vereinigten Staaten mit dem Schwerpunkt Psychologie. Im Anschluss wurde er Leiter einer Studierendenfachbereichsgruppe und absolvierte von 2015 bis 2017 die Ausbildung zum Offizier im Generalstabsdienst (12. Lehrgang Generalstabs-/Admiralstabsdienst National) an der Führungsakademie der Bundeswehr in Hamburg. Dort wurde ihm zum Abschluss der Bestpreis „Primus inter pares“ durch den Generalinspekteur der Bundeswehr verliehen.
Bohnert leitete danach die Sachgebiete Neue Medien im Bundesamt für das Personalmanagement der Bundeswehr sowie Social Media im Bundesministerium der Verteidigung. Dabei war er an einer Guerilla-Marketing-Aktion der Bundeswehr auf der Digitalkonferenz re:publica beteiligt und als Projektleiter für eine Webserie über das Kommando Spezialkräfte eingesetzt.
Bohnert gilt als Social-Media-Experte und zählt zu den Verfassern der Social Media Guidelines der Bundeswehr sowie des Deutschen BundeswehrVerbandes. Im Spiegel wurde er als Vordenker und „Social-Media-Pionier der Bundeswehr“ bezeichnet. 2023 war Bohnert für mehrere Monate als Militärberater für Information Warfare in der Operation Inherent Resolve in Bagdad im Irak eingesetzt.
2022 und 2023 hat er im Territorialen Führungskommando der Bundeswehr als Leiter eines Planungsteams an der Erstellung des Operationsplans Deutschland mitgewirkt.
Als prominenter Vertreter der deutschen Veteranenbewegung war er zudem einer der wesentlichen Treiber für die Einführung des nationalen Veteranentags und hat mit dem Deutschen Bundeswehrverband 2024 den ersten deutschen Veteranenkongress ausgerichtet.

### Wirken als Autor
Bohnert ist Autor zahlreicher Buch- und Zeitschriftenbeiträge, unter anderem veröffentlicht er regelmäßig im Jahrbuch Innere Führung. Sein 2014 erschienener Buchband Armee im Aufbruch ist laut Frankfurter Allgemeine Zeitung das „wichtigste soldatische Selbstbekenntnis der vergangenen Jahrzehnte“. Die Publikation wurde in der Fachwelt kontrovers diskutiert, da sich einige Autoren darin gegen die Prinzipien der Inneren Führung aussprechen.
Bohnert selbst vertrat bereits vor dem Erscheinen von Armee im Aufbruch die der Konzeption entgegenstehende Ansicht, das Soldatsein sei ein Beruf sui generis. Zudem betont er immer wieder das Kämpfen als Kernauftrag und Alleinstellungsmerkmal von Streitkräften. In neueren Publikationen sucht er nach einer Auflösung des Widerspruchs zwischen kämpferischer Praxis und humanistischem Leitbild, wobei er die Kampferfahrungen als Korrektiv der Theorie betrachtet.
2017 kritisierte Bohnert in der Frankfurter Allgemeinen Zeitung in einem Namensartikel die ausbleibenden öffentlichen Wortmeldungen der Generalität zum durch die damalige Bundesministerin der Verteidigung erhobenen Vorwurf der Haltungs- und Führungsschwäche in der Bundeswehr. Er war laut FAZ „seit Jahren der erste Soldat, der sich in dieser Deutlichkeit öffentlich zu Wort gemeldet hat“.
Seine postgraduierte Masterarbeit zu den „Lehren aus Afghanistan“ wurde vom German Institute for Defence and Strategic Studies ausgezeichnet und 2022 in einem Sammelband veröffentlicht.

### Kontroverse um Social-Media-Aktivitäten
Nachdem das NDR-Magazin Panorama im Juli 2020 insbesondere anhand von drei Likes Bohnerts auf Instagram eine angebliche Nähe zu rechtsradikalen Nutzern vorgeworfen hatte, wurden sowohl er als auch die Autorinnen des Panorama-Beitrages Gegenstand von heftigen Anfeindungen in Presse und Sozialen Medien. Er selbst distanzierte sich von „allen Rechtsradikalen“, er habe mit diesen Menschen und diesem Gedankengut nichts zu tun, er sei schlicht unaufmerksam gewesen. Das Bundesministerium der Verteidigung stellte in einer Pressemitteilung klar, dass es sich bei Bohnerts Tätigkeit um einen Referenten-Dienstposten gehandelt habe. Eine Untersuchung des Militärischen Abschirmdienstes (MAD) und ein 17 Monate dauerndes Disziplinarverfahren der Bundeswehr wurden im Februar 2022 eingestellt. Der MAD war zu dem Ergebnis gekommen, dass die Vorwürfe widerlegt seien.
Im Februar 2021 trat Bohnert als Kopf hinter der Online-Initiative #WirGegenExtremismus in Erscheinung, die positive Reaktionen im Bundesministerium der Verteidigung hervorrief. Ihr schlossen sich in den folgenden Monaten nationale sowie unter #WeAgainstExtremism internationale Soldatenverbände an. 2023 wurde die Initiative in die von den Vereinten Nationen ausgerufenen Wochen gegen Rassismus der Stiftung gegen Rassismus und Antisemitismus aufgenommen.

### Privates
Bohnert hat mit seiner Lebenspartnerin eine Tochter.

## Publikationen (Auswahl)
- mit Andy Neumann: Deutsche Panzergrenadiere im Kampfeinsatz in Afghanistan. DeutscherVeteranenVerlag, Berlin 2025, ISBN 978-3-8370-0431-1.
- Prolog:  Wandler zwischen den Welten. In: B. Shayan: Brückenbauer in Uniform. Mein Weg vom afghanischen Flüchtling zum deutschen Soldaten. Miles-Verlag, Berlin 2025, ISBN 978-3-96776-091-0, S. 7–10.
- Prolog: Mann unter Feuer. In: R. Siegenführ: 127 Tage Einsatz in Kundus. Explorate-Verlag, Königsfeld 2024, ISBN 978-3-937779-48-5, S. 1–2.
- Vom Schatten ins Licht. Zeitenwende in der deutschen Veteranenkultur (Reihe Standpunkte und Orientierungen Band 17). Miles, Berlin 2024, ISBN 978-3-96776-089-7.
- Soldatsein als Passion. In: H. Vockerodt: 1638 Tage im Krieg. Die Kehrseite der Einsatzmedaille. Miles-Verlag, Berlin 2024, ISBN 978-3-96776-077-4, S. 13–16.
- Ein extremer Kopf. Vom Wert des Einblicks in die Gedanken- und Erlebniswelt eines Kommandosoldaten. In: C. Gerstner: Unter dem Schwert. 15 Jahre im Kommando Spezialkräfte. Miles, Berlin 2023, ISBN 978-3-96776-071-2, S. 9–12.
- mit Andy Neumann: La infantería mecanizada alemana en combate en Afganistán. Editorial de los veteranos alemanes, Madrid/Berlin 2023, ISBN 978-3-7534-9074-8.
- mit Julia Egleder: Deutschlands Veteranen. (Über-)Leben nach dem Einsatz. Mittler Verlag, Hamburg 2023.[64]
- Zeitenwende und Kampfmoral – neue Herausforderungen für die Angehörigen der Bundeswehr. In: R. Wagner, H. J. Schaprian (Hrsg.): Zeitenwende in der Sicherheitspolitik – Deutschlands Weg in eine neue Ordnung. Friedrich-Ebert-Stiftung, Magdeburg 2022, ISBN 978-3-9862815-2-6, S. 150–156.
- Die Bundeswehr und der Kampfeinsatz in Afghanistan. Ein Blick auf die Bewährung der Inneren Führung. In: Österreichische Militärische Zeitschrift. Band 3, 2019, S. 291–299.[65]
- mit Christian Bauer und Jan Pahl: Vitalis Innere Führung! Zum Status Quo der Führungskultur in den deutschen Streitkräften (= Standpunkte und Orientierungen. Bd. 12). Carola Hartmann Miles-Verlag, Berlin 2018, ISBN 978-3-945861-79-0.
- Innere Führung auf dem Prüfstand. Lehren aus dem Afghanistan-Einsatz der Bundeswehr. DeutscherVeteranenVerlag/GermanVeteransPublishing, Hamburg 2017, ISBN 978-3-7448-9902-4.
- mit Andy Neumann: German Mechanized Infantry on Combat Operations in Afghanistan (= Book Series: German Veterans Publishing/Maison d'edition d'anciens combattants). Carola Hartmann Miles-Verlag, Berlin 2017, ISBN 978-3-945861-45-5.
- mit Björn Schreiber (Hrsg.): Die unsichtbaren Veteranen. Kriegsheimkehrer in der deutschen Gesellschaft (herausgegeben für den Bund Deutscher EinsatzVeteranen). Carola Hartmann Miles-Verlag, Berlin 2016, ISBN 978-3-945861-27-1.
- mit Florian Beerenkämper, Anja Buresch und Sandra Matuszewski: Der innerafghanische Friedens- und Aussöhnungsprozess. Folgerungen für die künftige deutsche Beteiligung an internationalen Operationen zur Krisenbewältigung in fragilen Staaten (= Standpunkte und Orientierungen. Bd. 8). Carola Hartmann Miles-Verlag, Berlin 2016, ISBN 978-3-945861-40-0.
- mit Lukas J. Reitstetter (Hrsg.): Armee im Aufbruch. Zur Gedankenwelt junger Offiziere in den Kampftruppen der Bundeswehr. Carola Hartmann Miles-Verlag, Berlin 2014, ISBN 978-3-937885-98-8.
- Zum Umgang mit belasteter Vergangenheit im postgenozidalen Ruanda (= Zeitgeschichte. Bd. 12). Roderer Verlag, Regensburg 2008, ISBN 978-3-89783-621-1.